# Matchbox (mærke)
Matchbox er en populær serie af britisk legetøj, der blev introduceret af Lesney Products i 1953, og som i dag ejes af Mattel, som købte varemærket i 1997. Legetøjet fik oprindeligt sit navn, fordi det blev solgt i æsker, som mindede om tændstiksæsker. Mærket voksede og omfattede en bred række af legetøj, inklusive en lang række skalamodeller af støbte legetøjs biler i metal, plastik modelsæt og actionfigurer.
I 1980'erne begyndte Matchbox, at producere flere konventionelle plastik og pap blisterpakker, der blev brugt af mange andre legetøjsproducenter som Hot Wheels. Den tidligere type indpakning er begyndt at blive produceret igen, heriblandt "35th Anniversary of Superfast"-serien fra 2004.
Deres legetøjsbiler var oprindeligt målrettet børn og unge, men er også blevet et samleobjekt formange voksne.